# Masáucio
Masáucio (em latim: Masaucio) foi um oficial romano do século IV, ativo durante o reinado dos imperadores Valentiniano I (r. 364–375) e Valente (r. 364–378). Era filho de Crécio, o conde da África de 349 a 361. Em 365, foi enviado por Valente para vigiar a África contra o usurpador Procópio (r. 365–366). Na ocasião, ocupava o posto de protetor doméstico.